# Tres metros sobre el cielo (novela)
Tres metros sobre el cielo (en italiano: Tre metri sopra il cielo) es la primera novela del escritor italiano Federico Moccia la primera parte de la saga que componen este libro junto con su segunda parte. Es una comedia romántica y un retrato de la efímera adolescencia. Publicada por primera vez en 1992 en una edición mínima pagada por el propio autor, y que se agotó inmediatamente.
Fue fotocopiada una y otra vez, y circuló de mano en mano hasta que fue reeditada en 2004, convirtiéndose en un espectacular éxito de ventas. En 2008 se lanzó la segunda parte llamada "Tengo Ganas de ti" (en italiano: Ho voglia di te) en donde Stefano (Step) vuelve a descubrir si Babi es su verdadero amor. Tras su éxito en librerías, el libro recibió varios premios, se tradujo a varios idiomas y fue publicado en toda Europa, Brasil y Japón.  
Más tarde, este libro fue adaptado en el año 2004 al cine italiano en "Tre metri sopra il cielo", dirigida por Luca Lucini y protagonizada por Riccardo Scamarcio, Katy Saunders, Maria Chiara Augenti, Ivan Bacchi, Lorenzo Baglioni entre otros. El 3 de diciembre de 2010, se estrena una adaptación cinematográfica de la novela en España, de carácter libre donde los personajes literarios modifican sus nombres. Fue dirigida por Fernando González Molina e interpretada por María Valverde (Babi), Mario Casas, Álvaro Cervantes, Marina Salas, Diego Martín, Nerea Camacho, Andrea Duro y Luis Fernández entre otros. 
La novela produjo lo que se conocería como el fenómeno Moccia, debido al éxito de sus obras, ha provocado en muchos lugares del mundo, en especial en Roma, la moda de decir la frase famosa a tres metros sobre el cielo y la moda de colocar candados con el nombre de la pareja simbolizando el amor eterno. Provocando multitud de daños en puentes emblemáticos en ciudades europeas como Roma, Barcelona y París. Pocos meses después de la publicación de este libro, en todas las paredes de Italia se podía leer el mismo grafiti escrito por el protagonista: «Io e te, 3MSC» («Tú y yo, 3MSC»).

## Introducción
Tres metros sobre el cielo (en italiano: Tre metri sopra il cielo) es la primera novela del escritor italiano 
Moccia]] la primera parte de la saga que componen este libro junto con su segunda parte. Es una comedia romántica y un retrato de la efímera adolescencia. Publicada por primera vez en 1992 en una edición mínima pagada por el propio autor, y que se agotó inmediatamente. Fue fotocopiada una y otra vez, y circuló de mano en mano hasta que fue reeditada en 2004, convirtiéndose en un espectacular éxito de ventas. En 2008 se lanzó la segunda parte llamada "Tengo Ganas de ti" (en italiano: Ho voglia di te) en donde Stefano (Step) vuelve a descubrir si Babi es su verdadero amor. Tras su éxito en librerías, el libro recibió varios premios, se tradujo a varios idiomas y fue publicado en toda Europa, Brasil y Japón. Más tarde, este libro fue adaptado al cine en Italia (Tre metri sopra il cielo) dirigida por Luca Lucini, y en España, dirigida por Fernando González Molina.
La novela produjo lo que se conocería como el fenómeno Moccia, debido al éxito de sus obras, ha provocado en muchos lugares del mundo, en especial en Roma, la moda de decir la frase famosa a tres metros sobre el cielo y la moda de colocar candados con el nombre de la pareja simbolizando el amor eterno, provocando multitud de daños en puentes emblemáticos en ciudades europeas como Roma, Barcelona, París.

## Argumento
En Roma, como en cualquier otra ciudad del mundo, los adolescentes quieren volar, buscan caminar a "tres metros sobre el cielo". Las chicas como Babi se esmeran en sus estudios, hablan del último grito de la moda y se preparan para encontrar al amor de sus vidas. Los chicos como Step prefieren la velocidad, la violencia, el riesgo y la camaradería de las bandas, pero todos ellos se implican en la vida como si cada segundo fuera el último. Pertenecen a mundos distintos, desean cosas distintas, pero tienen algo en común, el amor que les hará encontrarse y cambiar. Ellas se volverán más salvajes; ellos más tiernos. Mientras, allí abajo, la vida real ya los reclama. Babi es una estudiante ejemplar y la hija perfecta; Step, un adolescente violento y descarado. Provienen de mundos completamente distintos. A pesar de todo, entre los dos nacerá un amor fuera de todas las convenciones, un amor controvertido por el que deberán luchar más de lo que esperaban. Babi y Step se erigen como unos Romeo y Julieta contemporáneos en Roma, un escenario que parece especialmente creado para el amor.

## Personajes
La historia rueda en torno al amor que profesan los dos protagonistas, influenciado por sus familiares y amigos. Cabe señalar que los nombres de los personajes en su adaptación cinematográfica fueron modificados.
Stefano Step: Es un joven misterioso, bien parecido y de carácter rebelde; el favorito de las chicas. Tiene un pasado algo tormentoso, que lo aleja de su familia y eso lo lleva a preferir que lo llamen Step. Cuando conoce a Babi es cautivado por la belleza y la actitud de la misma, empezando así un romance que cambiaría la vida de ambos. La frase "Tres metros sobre el cielo" es suya por excelencia.
Babi Gervasi: Una joven testaruda y muy correcta. Una hija modelo, siempre siguiendo las reglas, hasta que conoce a Step y se dejan llevar juntos en ese espiral de pasión, rebeldía, nuevas experiencias, e incluso ternura. Aun así, mantiene parte de su carácter conservador. Las claras diferencias entre ambos finalmente se convertirán en un obstáculo en su relación.
Pollo: Un joven simpático y alocado. Es el amigo más cercano de Step, comparten sus opiniones y la forma de vivir sus vidas. Este empieza a salir con la mejor amiga de Babi, Pallina, comenzando así su propia historia de amor.
Pallina Lombardi: Es la mejor amiga de Babi, aunque de carácter completamente distinto. Pallina es una joven simpática y divertida, sin complicaciones, a la que le gusta vivir el momento que cae perdidamente enamorada de Pollo.
Giacci: Es profesora de las chicas en el Colegio Privado Falconieri. Conocida y temida por su carácter frío y severo, resultados de la amargura y la soledad. No acepta sus errores y guarda rencor a las chicas que viven la vida que ella no pudo tener.
Paolo Mancini: Es el hermano mayor de Step, un poco obsesivo y perfeccionista, de naturaleza más calmada y cerrada: muy diferente a su hermano. Step vive con él, en relativa calma, manteniendo un frágil lazo fraternal.
Daniela Gervasi: Es la hermana menor de Babi que está feliz cuando Babi empieza a salir con Step. Ya que siendo la cuñada del chico más popular ella también lo será. Se maneja con más soltura que su hermana mayor, pero aun así, siente gran cariño por ella, saliendo en su defensa cuando ésta lo necesita.
Raffaella Gervasi: Es la madre de Babi y Daniela. Ama a sus hijas y se preocupa por ellas, pero es de mente cerrada y estricta, muy orgullosa y snob, dejando que su criterio sea nublado por pre-conceptos y prejuicios. Se opone absolutamente a que su hija salga con un chico como Step. (Claro está, que los adolescentes no son exactamente conocidos por hacer lo que sus padres demandan).
Claudio Gervasi: Padre de Babi y Daniela, esposo de Raffaella. De temperamento suave y no tan extremista como su esposa, llegando a considerárselo incluso algo torpe. Pero es amable y ama a su familia. No se opone tan fervientemente a la relación de Babi y Step